# Bourbonne-les-Bains
Bourbonne-les-Bains är en kommun i departementet Haute-Marne i regionen Grand Est (tidigare regionen Champagne-Ardenne) i nordöstra Frankrike. Kommunen ligger i kantonen Bourbonne-les-Bains som tillhör arrondissementet Langres. År 2022 hade Bourbonne-les-Bains 1 969 invånare.
Bourbonne-les-Bains är berömt för sina varma källor, utnyttjade redan under romartiden.

## Befolkningsutveckling
Antalet invånare i kommunen Bourbonne-les-Bains
| Referens: INSEE |